# Акчулпановы
Акчулпановы (баш. Аҡсулпановтар) — дворянский род. Из башкир деревни Акчулпаново Тельтим-Юрматынской волости Ногайской дороги (ныне с.Кучербаево Стерлитамакского района Республики Башкортостан).
Башкирский род Акчулпановых в конце XVIII века записан в дворянскую родословную книгу Оренбургской губернии.

## Общая характеристика
Родоначальником башкирского рода Акчулпановых является Кучербай Акчулпанов. В составе башкирских полков Кучербай Акчулпанов принимал участие в русско-шведской войне 1788–1790 годов, во время подписания мирного договора между Россией и Швецией, продемонстрировал навыки джигитовки шведскому королю Густаву III, пожелавшему познакомится с башкирами С 1789 года служил в звании капитана, после — войсковой старшина. В 1793 году получил дворянский титул. С 1798 года Кучербай Акчулпанов стал кантонным начальником VII Башкирского кантона. В 1801 году купил 2350 десятин земли. У него было две жены — Аитбикэ и Кутлубикэ. В честь Кучербая деревня Акчулпаново была переименована на нынешнее название — Кучербаево.
Сыновья Кучербая Акчулпанова:
- Аралбай Акчулпанов — войсковой старшина. Принимал участие в Отечественной войне 1812 года и заграничных походах русской армии в 1813—1814 гг.. Проходил службу во 2-м Башкирском полку. 16 июля 1812 года Аралбай Акчулпанов отличился в бою около города Кобрин Гродненской губернии. Был награждён орденом Святой Анны 3-й степени[4] (1812), медалями «В память Отечественной войны 1812 года» и «За взятие Парижа 19 марта 1814 года». После возвращения с войны служил помощником кантонного начальника VII Башкирского кантона. Получил звание юртового старшины, а после — подпоручика[5].
- Ахметшафик Акчулпанов (1779—1843) — походный старшина, чиновник 14-го класса (1813). Служил помощником юртового старшины. В 1821, 1832 и 1839 годах Ахметшафик Акчулпанов проходил службу на Оренбургской линии.
- Таип Акчулпанов (1797—1847) — походный есаул. В 1832 году Таип Акчулпанов проходил службу на Оренбургской линии.

К башкирскому роду Акчулпановых также относился Шах-Хайдар Шангареевич Акчулпанов (1868—?) — деятель Башкирского национального движения, подполковник (1917). Принимал участие в Первой мировой и Гражданской войнах. В декабре 1917 года участвовал в работе III Всебашкирского учредительного курултая (съезда). Был избран в состав Кесе-Курултая — предпарламента Башкурдистана. В июле 1918 года назначен командующим 1-й Башкирской стрелковой бригады, в августе служил начальником 1-й Башкирской пехотной дивизии Башкирского войска. Позднее Шах-Хайдар Акчулпанов преподавал в школе прапорщиков Башкирского военного совета.
Другим наиболее известным представителем рода являлся Вали Кутлуахметович Акчулпанов (1889—?). Проходил службу в городе Верхнеудинск в 19-м Сибирском стрелковом полку, а после Февральской революции 1917 года — в городе Челябинске в татаро-башкирском батальоне 1-го запасного полка РККА. С 1919 года Вали Акчулпанов работал в Стерлитамаке в НКВД Автономной Башкирской Советской Республики.